# TV Bissendorf-Holte
Der TV Bissendorf-Holte (offiziell: Turnverein Bissendorf-Holte e. V.) ist ein Sportverein aus Bissendorf im Landkreis Osnabrück.

## Geschichte
Der Verein wurde im Jahre 1909 gegründet und bietet Badminton, Behindertensport, Handball, Jazzdance, Tennis, Tischtennis, Turnen und Volleyball an. Früher gab es auch eine Basketballabteilung.

### Handball
Die Handballabteilung wurde im Jahre 1932 von Fridolin Depenthal gegründet. Im Feldhandball spielten die Bissendorfer von 1960 bis 1961 in der zweitklassigen Verbandsliga Niedersachsen. In der Halle nahm die Mannschaft 1954 erstmals an der Niedersachsenmeisterschaft teil. Nach mehreren Jahrzehnten in unteren Spielklassen gelang 1988 der Aufstieg in die viertklassige Oberliga Nordsee. Dort wurde die Mannschaft im Jahre 2001 Vizemeister hinter dem VfL Edewecht und stieg in die Regionalliga Nord auf. Als Vorletzter mussten die Bissendorfer gleich wieder absteigen. Zurück in der Oberliga Nordsee wurde die Mannschaft 2004 Vizemeister hinter der TSG Hatten-Sandkrug. 2014 verspielten die Bissendorfer am letzten Spieltag den Meistertitel und erreichten den dritten Platz. Zwei Jahre später wurde die Mannschaft Vizemeister hinter dem SV Beckdorf. Im Jahre 2021 gelang der Aufstieg in die 3. Liga, nachdem sich die Bissendorfer in einer Aufstiegsrunde gemeinsam mit dem VfL Fredenbeck gegen den MTV Großenheidorn durchgesetzt hatten. Aus der 3. Liga stieg der Verein nach der Spielzeit 2021/22 wieder ab. 2024 kehrte der TV Bissendorf-Holte wieder in die 3. Liga zurück.
Einmal nahm der TV Bissendorf-Holte am DHB-Pokal teil. In der Saison 1994/95 erhielt die Mannschaft zunächst ein Freilos. In der zweiten Runde trafen die Bissendorfer dann auf den Zweitligisten 1. SC Göttingen 05 und unterlagen mit 18:32. Von 2011 bis 2013 spielte die A-Jugend des TV Bissendorf-Holte in der Bundesliga. Größter Erfolg war der sechste Platz in der Gruppe Nord in der Saison 2012/13.

### Basketball
Unter dem Dach des TV Bissendorf spielten die Basketballer in der Oberliga, bevor das Team in BC Giants Osnabrück umbenannt wurde. Nach drei Aufstiegen in Folge erreichte die in der Schlosswallhalle spielende Mannschaft die Basketball-Bundesliga, der die Mannschaft bis 1987 angehörte. Nach dem Abstieg wurde der Verein aufgelöst.

## Persönlichkeiten
- Vitali Feshchanka (* 1974)
- Yannick Fraatz (* 1999)
- Oleg Jurjewitsch Gagin (* 1957)
- Pierre Limberg (* 1975)
- Klaus Perwas (* 1971)
- Marco Steffen (* 1974)
- Simon Strakeljahn (* 1999)